# Whitney (serie televisiva)
Whitney è una sitcom statunitense trasmessa dal 22 settembre 2011 sulla NBC.

## Trama
Whitney Cummings è una ventinovenne fotografa allergica ad impegni a lungo termine; tuttavia da tre anni porta avanti una relazione con il fidanzato e convivente Alex Miller, un gestore di servizi online, con cui ha difficoltà a considerare di sposarsi o avere figli a causa dei divorzi che hanno vissuto la maggior parte dei membri della sua famiglia e dei suoi conoscenti. La serie è incentrata sulle loro vicende quotidiane e sulle interazioni con i loro migliori amici: Neal e Lily, una tradizionale coppia di fidanzati prossima al matrimonio; Roxanne, una single divorziata; e Mark, un agente di polizia con un debole per le donne.

## Personaggi e interpreti
- Whitney Cummings (stagioni 1-2), interpretata da Whitney Cummings: è una fotografa di 29 anni che convive con il fidanzato Alex.
- Alex Miller (stagioni 1-2), interpretato da Chris D'Elia: è il fidanzato e convivente di Whitney.
- Mark (stagioni 1-2), interpretato da Dan O'Brien: è un poliziotto migliore amico di Alex.
- Lily (stagioni 1-2), interpretata da Zoe Lister: è la fedele fidanzata di Neal durante la prima stagione. I due si lasciano poco prima del pianificato matrimonio.
- Roxanne (stagioni 1-2), interpretata da Rhea Seehorn: è una divorziata donna single che, a causa delle sue esperienze, ha sviluppato odio verso gli uomini.
- RJ (stagione 2), interpretato da Tone Bell: è il barista del locale frequentato da Alex e Whitney.
- Neal (stagione 1), interpretato da Maulik Pancholy: è un broker finanziario di successo, tradizionalista e fedele fidanzato di Lily. I due però si lasciano nel corso della prima stagione, ed a seguito della loro rottura, lui si renderà conto di essere attratto dagli uomini, anche se non si chiarirà di preciso se sia ancora attratto anche dalle donne, ossia non si chiarirà mai se è gay o bisex.

## Episodi
| Stagione         | Episodi | Prima TV USA | Prima TV Italia |
| ---------------- | ------- | ------------ | --------------- |
| Prima stagione   | 22      | 2011-2012    | inedita         |
| Seconda stagione | 16      | 2012-2013    | inedita         |

## Produzione
La produttrice e attrice comica statunitense Whitney Cummings, ideatrice e interprete della serie, presentò il progetto ai vertici della NBC nell'ottobre del 2010; tre mesi più tardi l'emittente diede il via libera alla produzione di un episodio pilota. Nel frattempo la Cummings aveva ottenuto semaforo verde anche per la produzione di un'altra sitcom per la CBS, 2 Broke Girls, co-ideata con Michael Patrick King. Entrambe le serie furono poi approvate nel mese di maggio per i palinsesti della stagione 2011-2012.
Il casting si svolse tra i mesi di febbraio e marzo 2011; i primi attori ad unirsi a Whitney Cummings, interprete di una versione finzionale di sé stessa, furono Chris D'Elia e Beverly D'Angelo, rispettivamente per i ruoli del fidanzato Alex e della madre Patti. Successivamente furono ingaggiati anche Zoe Lister, Maulik Pancholy e Rhea Seehorn, rispettivamente per i ruoli di Lily, Neal e Roxanne, amici di Whitney e Alex. Dopo la produzione dell'episodio pilota, l'11 maggio 2011 la NBC approvò la produzione di una prima stagione per la stagione 2011-2012. Durante l'estate parte del pilot venne ri-filmato per sostituire le scene con Beverly D'Angelo, che abbandonò il cast; per il suo personaggio venne quindi ingaggiata Jane Kaczmarek.
Nell'estate precedente la seconda stagione, mentre Wil Calhoun diventava il nuovo show runner della serie, venne annunciato che Maulik Pancholy avrebbe lasciato il cast principale, al quale si unì Tone Bell, per il ruolo del barista del nuovo locale frequentato dai protagonisti.
Whitney debuttò nei palinsesti statunitensi il 22 settembre 2011. Il successivo 4 ottobre la rete estese l'ordine iniziale di produzione a 22 episodi. L'11 maggio 2012 venne annunciato il rinnovo per una seconda stagione; trasmessa dal successivo 14 novembre. Il 9 maggio 2013 la NBC decise di non rinnovare la serie per una terza stagione.